# Bulgan járás (Hovd)
Bulgan járás (mongol nyelven: Булган сум) Mongólia Hovd tartományának egyik járása. Területe 8100 km². Népessége kb. 9500 fő, többségében torgutok lakják.
Székhelye Bürenhajrhan (Бүрэнхайрхан), mely kb. 400 km-re délre fekszik Hovd tartományi székhelytől.
A tartomány déli részén terül el; jelentős folyója, az azonos nevű Bulgan (Булган гол) kínai területen ömlik az Öröngőbe.